# Reformatorisch onderwijs

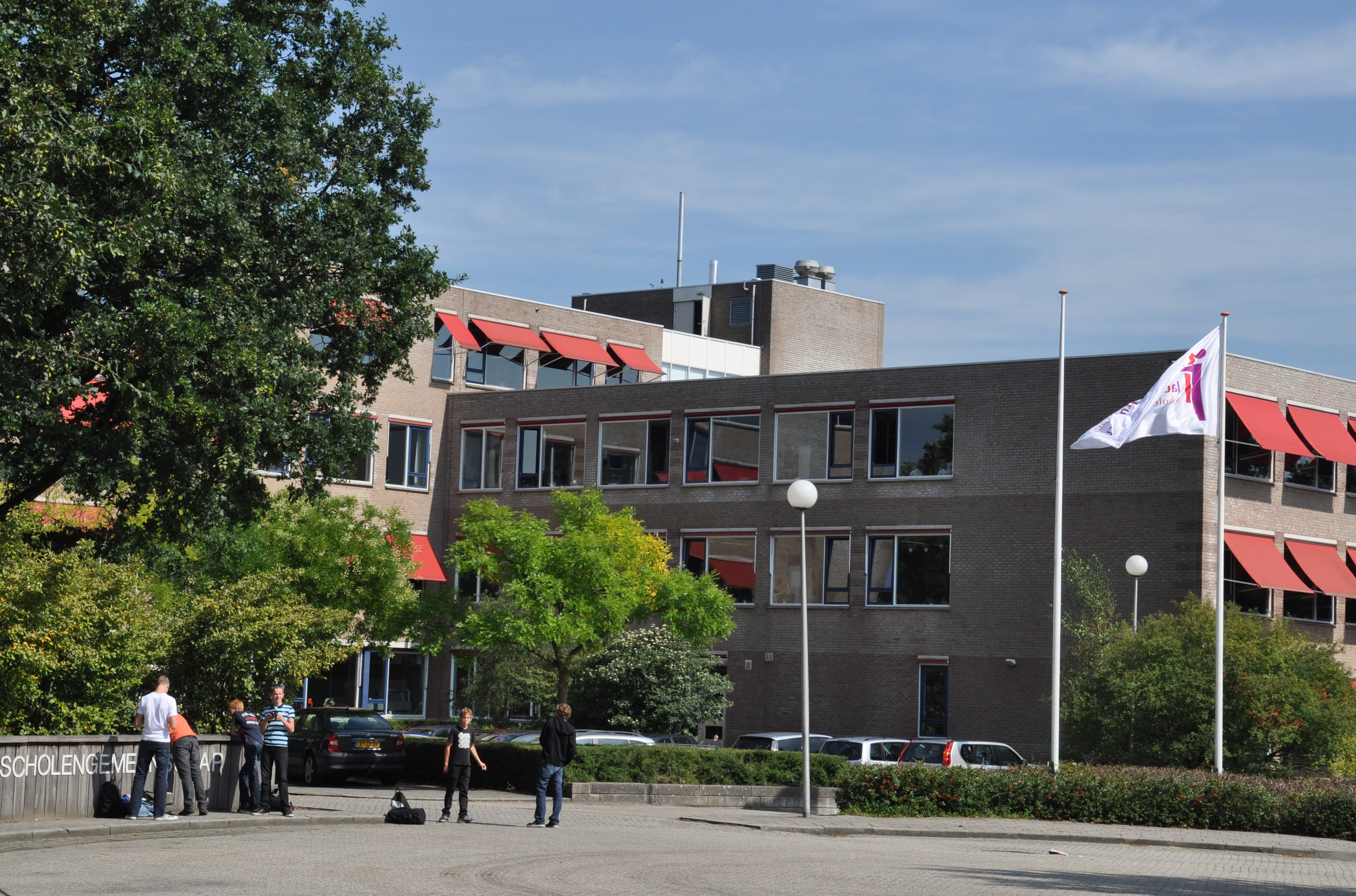
Jacobus Fruytier Scholengemeenschap te Apeldoorn

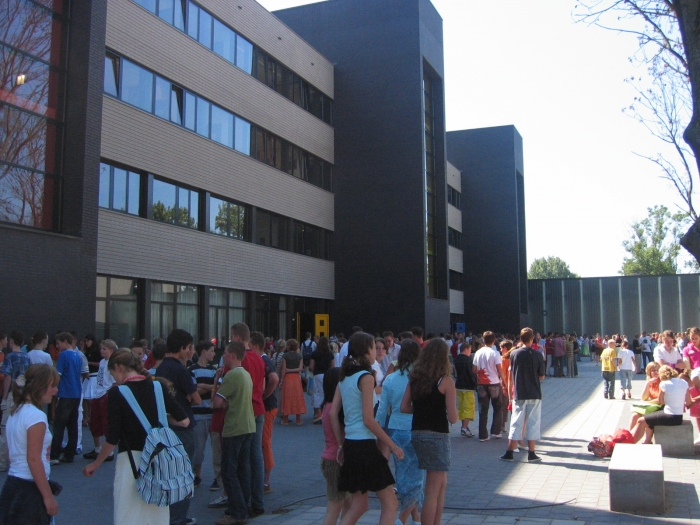
Scholengemeenschap Wartburg College, locatie Guido de Bres in Rotterdam

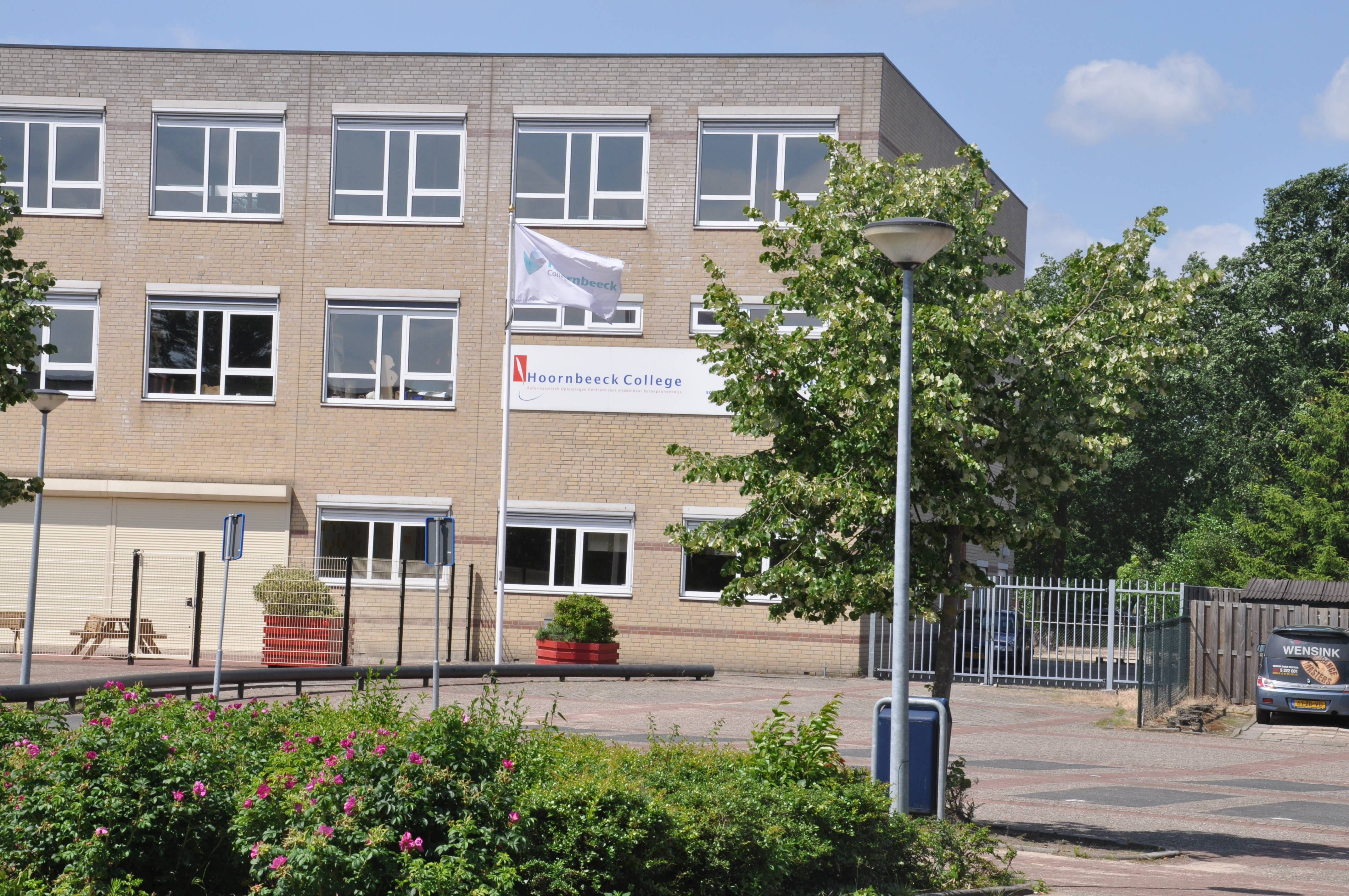
Hoornbeeck-College (MBO) Apeldoorn.

Reformatorisch onderwijs betreft onderwijs op basis van een behoudend protestants-christelijke grondslag. Hierbij wordt uitgegaan van de Bijbel als het onfeilbare Woord van God en diverse reformatorische belijdenisgeschriften. De scholen sluiten qua levensbeschouwing aan bij de zogenaamde bevindelijk gereformeerde kerken.

## Nederland
In Nederland bestaan er diverse reformatorische scholen, kortweg ook refoscholen genoemd. Naast de Bijbel in de vorm van de Statenvertaling nemen zij de zogenoemde Drie Formulieren van Enigheid als grondslag (deze bestaan uit de Nederlandse Geloofsbelijdenis, De Heidelbergse Catechismus en de Dordtse Leerregels). Zowel het lerarenkorps als de scholieren zijn veelal afkomstig van de kerkelijke stroming van de bevindelijk gereformeerden. In 1979 is het reformatorisch onderwijs als aparte denominatie erkend.
Reformatorische scholen staan bekend om hun kledingvoorschriften. Zo moet in de kleding duidelijk het verschil te zien zijn tussen jongens en meisjes. Dit betekent vaak dat meisjes geen broek (pantalon of jeans) aan mogen. Verder mogen jongens geen lang haar hebben. Niet alle reformatorische scholen passen deze kledingvoorschriften echter nog toe. De voorschriften verschillen per school.
Op Biddag en Dankdag voor Gewas en Arbeid zijn reformatorische scholen gesloten.

### Schoolvormen
Er zijn in Nederland tweehonderd basisscholen, zeven reformatorische scholengemeenschappen voor het voortgezet onderwijs, één mbo-school en één hbo-school. De laatste instelling kent ook een eigen reformatorische schoolbegeleidingsdienst. De reformatorische scholen hebben een eigen besturenorganisatie, de Vereniging voor Gereformeerd Schoolonderwijs (VGS), gevestigd te Ridderkerk.
Diverse behoudende protestants-christelijke scholengemeenschappen sympathiseren met het reformatorisch onderwijs. Ook is er regelmatig formeel en informeel overleg met de evangelische scholengemeenschap De Passie.

#### Scholen
Voortgezet onderwijs
- Calvijn College - Goes, Krabbendijke, Middelburg en Tholen
- Driestar College - Gouda, Leiden en Lekkerkerk
- Gomarus Scholengemeenschap - Gorinchem en Zaltbommel
- Greijdanus - Zwolle, Hardenberg, Meppel, Enschede
- Jacobus Fruytier Scholengemeenschap - Apeldoorn, Rijssen en Uddel
- Pieter Zandt - Kampen, Staphorst, Urk en IJsselmuiden
- Van Lodenstein College - Amersfoort, Barneveld, Ede, Hoevelaken en Kesteren
- Wartburg College - Rotterdam en Dordrecht

Tussenvorm
- Ichthus College - Veenendaal
- Christelijke Scholengemeenschap Prins Maurits - Middelharnis

Bovengenoemde scholen hebben dezelfde grondslag als de andere hier genoemde scholen, maar profileren zich als een school tussen de protestants-christelijke en de bevindelijk-gereformeerde scholen in.
Mbo
- Hoornbeeck College - Amersfoort, Apeldoorn, Goes, Gouda, Kampen en Rotterdam

Hbo
- Driestar hogeschool - Gouda

Er zijn geen reformatorische universiteiten.

## In andere landen
Ook buiten Nederland komen reformatorische scholen voor. Zo kent Hongarije tachtig scholen van deze signatuur. Zij staan onder beheer van de Hongaarse Gereformeerde Kerk.
In het Roemeense Transsylvanië behoren ongeveer de helft van de christelijke etnische Hongaren tot de gereformeerde kerk. In Vlaanderen zijn diverse scholen met de Bijbel. Meestal dragen ze Gaspard de Coligny als naam. Ook in landen waar veel Nederlandse immigranten wonen zoals de Verenigde Staten en Canada zijn reformatorische scholen.
In Schotland overweegt de Free Church of Scotland eigen scholen op te richten. Een groot probleem is de financiering.